# 酒精與癌症
這篇酒精與癌症（英語：Alcohol and cancer）用來討論酒精和某些人類癌症間的關係。
酒精飲料被世界衛生組織（WHO）所屬國際癌症研究機構(IARC)列為一類致癌物（對於人類）。IARC將攝取酒精飲料歸類為乳癌（女性）、大腸癌、喉癌、肝癌、食道癌、口腔癌、和頭頸癌的病因；並列為胰臟癌的可能原因。
全世界3.6%的癌症病例和3.5%的癌症死亡歸因於飲酒（特別是乙醇）。而根據一篇發表在2020年刺胳針期刊的報導，全球增加的癌症病例中，可歸因為飲酒的已佔4.1%。
即使是輕度和中度飲酒也會增加罹患癌症的風險。
有些國家導入酒精包裝警告信息，告知消費者有關酒精和癌症間關聯的資訊。
酒精飲料相關產業除推動廢除酒精飲料附加癌症警告標籤的法律之外，還積極運作，試圖誤導公眾關於飲酒致癌的風險。

## 由酒精相關癌症導致的死亡率
澳大利亞：澳大利亞在2009年所做的一項研究發現，當地每年有2,100人死於與酒精有關的癌症。
歐洲：在2011年所做的一項研究發現，男性癌症有10分之1，和女性癌症有33分之1，是由過去或當前的酒精攝取所引起。

## 酒精作為致癌物和促進致癌物
IARC把酒精與砷、苯、和石棉同樣歸類為一類致癌物。評估指出“有足夠證據證明酒精飲料對人類有致癌作用。……酒精飲料對人類有致癌作用（一類）。” 

## 機制

### 乙醛
肝臟在分解乙醇後產生乙醛。肝臟通常可把99%的乙醛排除。肝臟平均每小時可處理7克乙醇。例如需要12個小時把一瓶葡萄酒中的乙醇排除，而導致飲者有12小時或更長時間接觸到乙醛。一項針對818名重度飲酒者的研究發現，那些因醇脫氫酶基因缺陷，而比正常人接觸到更多乙醛的人，他們罹患上消化道和肝癌的風險更大。飲酒與不同類型的癌症之間存在許多關聯。一份美國在2009年的數據顯示，有3.5%的癌症死亡人數是源自飲酒的關係。

### 評論
G. Pöschl和H. K. Seitz兩位研究者在2004年發表一篇評論中列出酒精作為致癌物的可能機制如下：
- 酒精對局部的影響
- 代謝為乙醛（可能會具有生理意義的水準，達到導致基因突變的程度[17]）
- 細胞色素P-4502E1（CYP2E1）的誘導
- 營養缺乏
- 與類視色素（英语：retinoid）的交互作用
- 酒精及甲基化
- 酒精和免疫監視（請參考免疫）

而研究學者Paolo Boffetta和Mia Hashibe也提出一個有重疊性質的清單：
1. 乙醛的產生，乙醛是種弱突變劑和致癌物質
2. 誘導細胞色素P-4502E1和相關的氧化應激，把前致癌物轉化為致癌物質
3. 耗盡S-腺苷甲硫氨酸，而誘導整體DNA低甲基化
4. 誘導抑制性鳥嘌呤核苷酸交換因子（英语：guanine nucleotide）調節蛋白，以及細胞外信號調節激酶(絲裂原活化蛋白激酶信號傳導）組成的生產增加
5. 鐵的累積和相關的氧化應激
6. 腫瘤抑制基因乳癌一號基因的失活，以及雌激素反應性的增加（主要在乳房中）
7. 維生素A酸代謝障礙[18]

Paolo Boffetta和Mia Hashibe列出可能的機制，包括：
1. 乙醛的遺傳毒性作用
2. 雌激素濃度增加
3. 作為烟草致癌物的溶劑
4. 產生活性氧類和活性氮類（英语：reactive nitrogen species）
5. 葉酸代謝的變化[19]

同時吸菸和飲酒的人罹患口腔癌、氣管癌、和食道癌的風險會高得多。研究顯示這類人罹患此類癌症的風險是既不吸菸也不飲酒人的35倍。這一證據可能表明酒精和烟草的相關致癌物之間，存在交互致癌的作用。

### 乙醇的局部致癌作用
與飲酒相關的癌症風險，發生在與酒精密切接觸組織的機率更高，例如口腔、咽部、和食道。這是因為乙醇是種經證實的誘變劑，此外，肝臟產生的乙醇代謝物（乙醛）具有高度致癌性，從而解釋局部（口腔癌、喉癌、食道癌）和遠端移植癌症（皮膚、肝臟，乳癌）發生的原因。眾人皆知酒精飲料中原本存有的酒精濃度就會導致細胞死亡。很少細胞能在細胞培養時暴露於5–10%的乙醇之下超過1小時，或是能暴露於30–40%的乙醇達到15秒，而能存活的細胞可能會發生基因變化，導致癌變。但最近的證據顯示，乙醇對口腔、咽部、和食道內壁細胞的細胞毒性作用會激活位於粘膜深層幹細胞的分裂，以取代死亡細胞。每次幹細胞在分裂時，它們都有機會碰到與細胞分裂相關，但無法避免的錯誤（例如DNA複製過程中出現的突變，和有絲分裂過程中發生的染色體畸變），並且也變得非常容易受到DNA損傷劑（例如乙醛和烟草致癌物）的影響。飲酒促使幹細胞為維持體內平衡而分裂，累積的結果會增加個人罹患口腔癌、咽癌、和食道癌的風險。因為乙醇的細胞毒性有濃度依賴性，這些癌症的風險不僅會隨著乙醇攝取量的增加而增加，而且會隨著濃度的增加而增加；飲用一盎司未稀釋過的威士忌，會比混入非酒精飲料後再飲用更容易致癌。乙醇的局部細胞毒性作用也可用來解釋那些已知的酒精和烟草，對這些癌症風險的協同作用。

### 上皮細胞間質轉化
一項研究發現，酒精會刺激上皮細胞間質轉化(EMT)，造成普通癌細胞變成更具侵襲性的形式，並開始擴散到全身。

### 酒精對已發生癌症的影響
一項關於酒精攝取對肝硬化患者的肝細胞癌(HCC)腫瘤生長影響的研究發現，酒精會影響腫瘤體積的倍增時間 (TVDT)
一項對雞胚胎的研究顯示，酒精透過促進刺激腫瘤血管發育的生長因子，而刺激腫瘤的生長。在2006年一項在實驗小鼠的研究顯示，適度飲酒會透過稱為血管新生的過程導致腫瘤變得更大。
一項讓老鼠攝取大量酒精的研究顯示，酒精會加速體內脂肪流失和抑制免疫活動，癌症得以加速生長。

## 基因變異與癌症風險
一項研究發現，“醇脫氫酶ADH1C等位基因和基因型ADH1C*1/1有更高的頻率存在酒精相關癌症患者的體內……”一項歐洲研究發現有兩種基因變異針對口腔癌和喉癌可提供“顯著”的保護。酒精是一種已知的卟啉源化學物質。幾項歐洲研究發現遺傳性肝紫質症（卟啉症）與HCC的易感性有關聯。HCC的典型危險因素不一定會與急性肝紫質症，特別是急性間歇性紫質症、異位型紫質症、和遺傳性糞紫質症一起出現。緩發性皮膚病變紫質症也與HCC有關，但是種典型的風險因素，包括有肝炎病毒、血色沉著病、和酒精性肝硬化存在的證據。酪胺酸血症第一型是種影響血紅素代謝途徑中第二種酶酪氨酸代謝的遺傳性疾病，與年輕人群（包括兒童）罹患HCC的高度風險有關。

## 特定癌症的危險因素

### 適度飲酒會增加風險
一項研究發現，“女性增量，但仍是適度飲酒的模式被確定與罹患口腔癌和咽癌、食道癌、喉癌、直腸癌、乳癌、和肝癌的風險增加有關……”。

#### 口腔癌、食道癌、咽癌、和喉癌

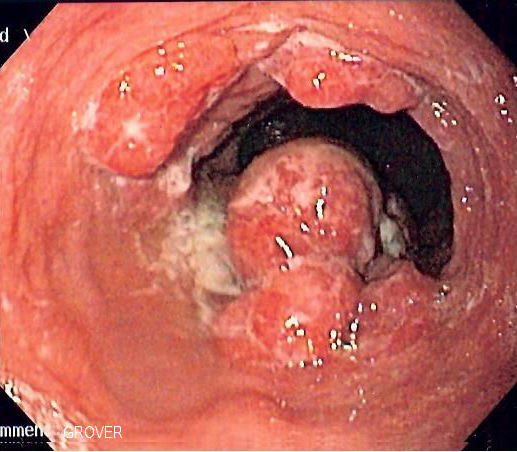
透過上消化道內視鏡顯示在食道胃接合部出現的食道癌腫瘤影像。

攝取任何數量的酒精都是口腔癌、食道癌、咽癌、和喉癌的危險因素。美國國家癌症研究所指出“飲酒會增加男性和女性罹患口腔癌、食道癌、咽癌、喉癌、和肝癌的風險，……總體而言，任何酒精攝入量（輕度；每人每週<2標準單位葡萄酒）都會增加高於基線的風險。而適度飲酒（每天1標準單位葡萄酒）會讓風險顯著增加，每週飲酒超過7標準單位的人的風險最高。（1標準單位酒的定義為12盎司普通啤酒、5盎司葡萄酒，或是1.5盎司80度的蒸餾酒。）…此外，把酒精與烟草一起使用，比單獨使用任何一種都更危險，因為這樣會進一步增加罹患口腔癌、喉癌、和食道癌的機率。“2010年美國聯邦膳食指南把適度飲酒定義為每天女性最多1標準單位，男性最多2標準單位。重度飲酒的定義是任何一天女性飲酒超過3標準單位，或每週飲酒超過7標準單位，任何一天男性飲酒超過4標準單位，每週飲酒超過14標準單位。
國際頭頸癌流行病學聯盟（(INHANCE)）就此問題協調進行一項綜合分析 。關於喉癌和飲料類型的研究所得的結論是：“這項研究顯示，由於義大利人經常飲用葡萄酒，葡萄酒是與喉癌風險最密切相關的飲料。”
對1966年至2006年之間所發表的流行病學文獻做評論，得出的結論是：
- 戒酒後的頭兩年，罹患食道癌的風險幾乎增加一倍，這種急劇增加的原因可能是因為有些人會在疾病症狀出現時才停止飲酒。然而，在較長期的戒酒之後，發病的風險迅速且顯著的降低。
- 頭頸癌的風險僅在戒酒10年後會顯著降低。
- 戒酒超過20年後，這兩種癌症發病的風險與從來不喝酒的人相似。[36][37]

有項研究得出的結論是，每天每多喝一標準單位的酒精飲料，口腔癌和咽癌的發病率就會增加千分之1。食道癌和喉癌的發病率會增加千分之0.7。
一項在2008年進行的研究顯示乙醛與口腔癌有關聯。

#### 乳癌
酒精是女性罹患乳癌的危險因素。

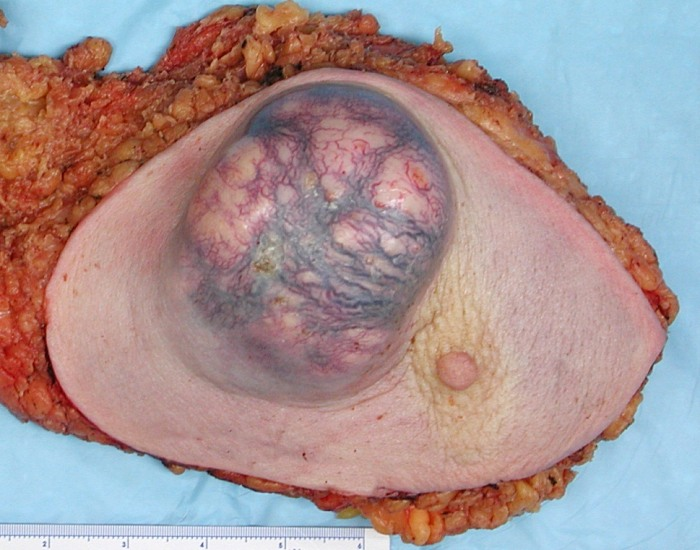
乳房切除術後切下的大型乳癌樣本（本例為侵襲性乳腺管癌）。

每天平均飲用2標準單位的女性，與平均每天飲酒1標準單位的相比，罹患乳癌的風險高出8%。有研究得出的結論是，每天每多喝1標準單位，乳癌的發病率就會增加千分之11。英國的研究資料顯示，如果飲酒量減少到非常低的水準（即每週少於1標準單位），每年可減少大約6%（3.2%至8.8%）的乳癌發生率。中度至大量飲用酒精飲料（每週至少3至4標準單位）與乳癌復發風險增加1.3倍相關聯。此外，任何數量的飲酒都與乳癌倖存者的復發風險顯著增加有關聯。

#### 大腸癌

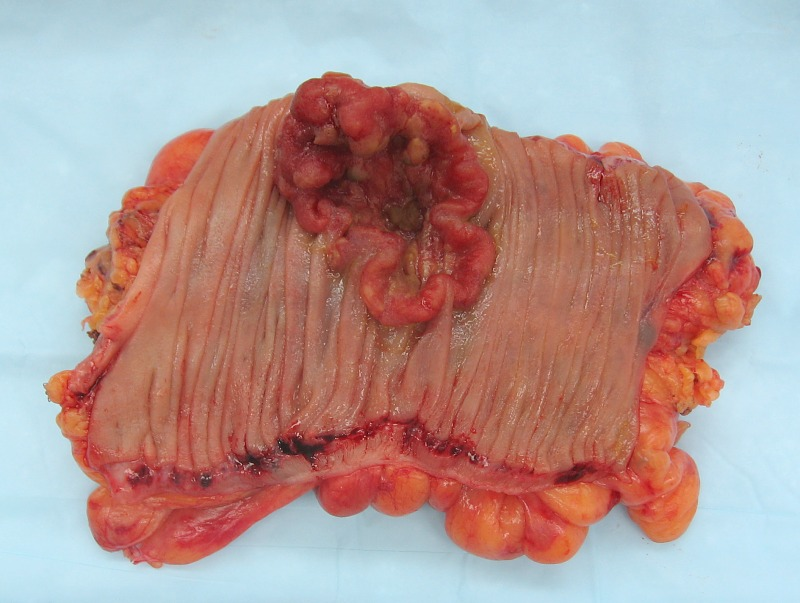
結腸切除術下含有侵襲性大腸癌的樣本（宛如火山口般紅色，不規則的腫瘤）。

飲酒可能是大腸癌早期發病的原因之一。酒精作為導致大腸癌的因素，對於男性而言是證據確鑿，對女性而言則為具有可能性。
美國國家衛生院、美國國家癌症研究所、英國慈善機構“癌症研究”（Cancer Research UK），美國癌症協會、梅奧醫院、美國癌症臨床腫瘤學協會（American Society of Clinical Oncology）和紀念斯隆-凱特琳癌症中心均把酒精列為危險因素。世界國際癌症研究基金會（WCRF）的小組報告發現，每天攝入30克以上的純酒精，會增加男性罹患直腸癌的風險，證據“令人信服”。美國國家癌症研究所指出，“大量飲酒也可能增加罹患直腸癌的風險”
在2011年所做的一項綜合分析發現，飲酒與直腸癌風險增加有關聯。

#### 肝癌

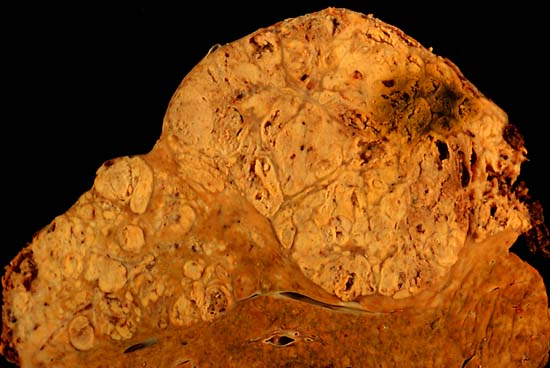
罹患有C型肝炎患者的肝細胞癌，解剖檢驗所採樣本。

酒精是肝癌的危險因素，通過肝硬化而形成。“肝硬化是由肝臟內的疤痕堆疊所引起，最常見的原因是長期酒精不當使用，....。” 
“肝硬化患者中大約有5%會罹患肝癌。肝硬化是種因為酒精濫用，肝細胞壞死，被疤痕組織取代而發生的疾病，……”
美國國家酒精濫用和酗酒研究所(NIAAA)報告說，“長期大量飲酒，在許多情況下與原發性肝癌有關聯。”然而，無論是由酒精還是其他因素所引起的肝硬化，都被認為會誘發癌症。”
“每天喝5標準單位或更多的酒，罹患肝癌的機會會顯著增加”（國家癌症研究所）。
有項研究得出的結論是每天每多喝一標準單位的酒，肝癌的發病率就會增加千分之0.7。
肝癌在美國相對不常見，每100,000人中罹患肝癌的約有2人，但有些研究人員發現其中多達36%的病例與過量飲酒有關聯“總體而言，罹患HCC的人之中，有61%是由HCV（C型肝炎病毒）引起，有13%是由HBV（B型肝炎病毒）引起，而有18%是因為大量飲酒所引起。“義大利北部布雷西亞省的一項研究所得的結論是：“基於人群的歸因風險（AR）分類，大量飲酒似乎是罹患HCC的唯一最相關原因（AR：45%），其次是感染到HCV（AR：36%）和HBV（AR：22%）。”

#### 肺癌
每天飲酒超過2標準單位與罹患肺癌的風險略有增加有關聯。R. Curtis Ellison MD在評論Freudenheim等人所發表的研究作品時，寫道：“這項研究與其他研究一樣，顯示大量飲酒（每天2標準單位以上）與肺癌風險之間存在微弱的正相關。”

#### 皮膚癌
攝取任何數量的酒精都與惡性黑色素瘤的生成有關聯。

#### 胃癌
“飲酒對於胃癌、大腸癌、肝癌、女性乳癌、和卵巢癌的風險也會產生顯著統計學上的增加。”
“雖然有把酒精作為胃癌的病因做過廣泛的研究，但沒確鑿的證據顯示風險會增加。但至少有三項研究的結果顯示，大量飲酒可能會增加重度吸菸者罹患胃癌的風險。”
在台灣的一項研究所得的結論是:“……吸菸可能在胃癌生成的最初期發揮危害最大的作用，而飲酒可能會促進這種發展。” 
在挪威有項研究發現，“沒發現在不同程度的酒精暴露與胃癌風險之間存在統計學上的顯著關聯，但同時大量吸菸（每天>20次）和酒精（每14天>5次）會增加罹患胃癌的風險，而罹患非賁門胃癌的風險幾乎是非使用者的5倍。”

### 每天攝入50克或更多的酒精會增加風險

#### 子宮內膜癌

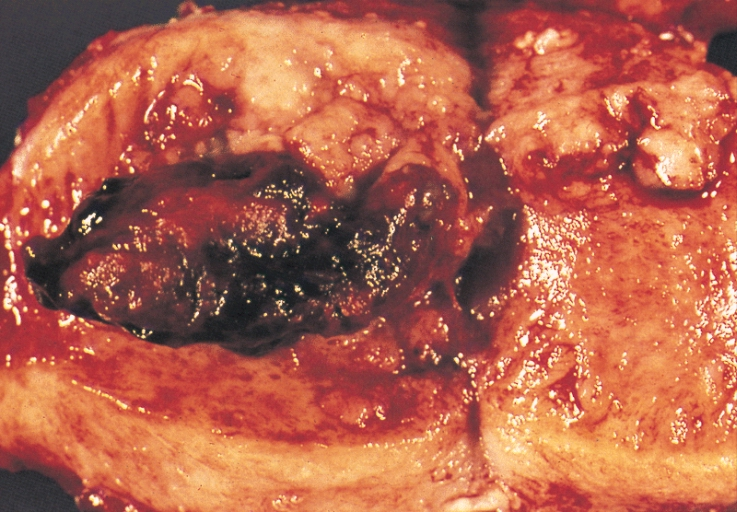
侵襲子宮肌膜的子宮內膜癌細胞。

酒精已被確定為罹患子宮內膜癌的危險因素。然而，兩者間關聯的數據卻相互矛盾。低至中度酒精攝取量關聯的數據（每天少於2標準單位）與風險增加無關，但在高攝取量時則存在關聯。 “我們的結果是每天攝取相當於2標準單位或更多的酒精，會增更年期後婦女罹患子宮內膜癌的風險。”  “總而言之，我們的結論顯示低飲酒量（每天最多1標準單位），不太可能顯著影響到罹患子宮內膜癌的風險。”

#### 膽癌
酒精被認為是罹患膽癌的危險因素。有證據顯示大量飲酒與膽癌有關聯。男性罹患這種癌症的風險可能高於女性。

#### 卵巢癌
“因此，這項研究的結果顯示攝取相對較高的酒精（每天40克或是更多）可能會導致上皮性卵巢癌風險適度增加。” “也發現飲酒與卵巢癌、和攝護腺癌之間存在關聯，但僅限於每天攝入50克到100克的人。”“也和罹患胃癌、大腸癌、肝癌、女性乳癌和卵巢癌的風險，有顯著統計學上的增加。”
“因此，這項匯總分析的結果並未支持適度飲酒與卵巢癌風險之間有關聯。” 

#### 攝護腺癌
“來自相關醫療專業人員後續研究的數據顯示，總體酒精攝取量與攝護腺癌風險之間只有微弱的關聯，而紅酒攝入量與前列腺癌風險之間根本沒有關聯。” 
根據一項在2001年發表的綜合分析發現，男性每天飲酒超過50克酒精的風險，增加數字雖小，但夠顯著，男性每天飲酒超過100克的風險會略高。自那項分析以來，美國的隊列研究發現男性飲用適量的烈酒和“暴飲”會增加風險，但適度飲用啤酒或是葡萄酒，與風險增加無關聯。
每天飲酒達到50克到100克也與卵巢癌和前列腺癌有關聯。然而有項研究的結論是適度飲酒會增加罹患攝護腺癌的風險。喝烈酒（而非葡萄酒或啤酒），與攝護腺癌呈正相關。“
福瑞德哈金森腫瘤研究中心發現，每週喝4標準單位或更多紅酒的男性患攝護腺癌的風險降低50%。他們“沒發現飲用啤酒或烈酒有顯著的影響 - 無論是積極性或是消極性 - 並且白葡萄酒不會持續性降低風險，這表示紅酒中必有其他類型的酒類所缺乏的有益化合物質。而這種化合物或許是種叫做白藜蘆醇的抗氧化劑，在紅葡萄皮中含量豐富。”
對2009年發表的研究所做的綜合分析發現，每天僅飲用2標準單位的酒精飲料會讓罹患攝護腺癌的風險增加20%。

#### 小腸癌

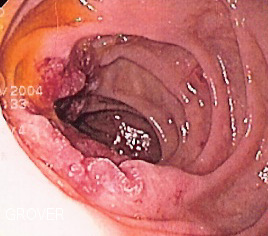
透過內視鏡所看到發生十二指腸球部後的腺癌影像。

一項針對小腸癌患者的研究報告稱，飲酒與此部位的腺癌和惡性類癌有關聯。
“在男性和女性中，大量飲酒者 (每天超過80克)，相對於適度飲酒者和不飲酒者，風險會顯著增加3倍。” 
“同時飲酒和吸菸，並不會增加小腸腺癌的風險......雖然目前所得的數據與烟草或酒精的主要影響不一致，但這些因素與小腸癌之間的適度關聯可能被隨機因素所掩蓋。”

### 證據混雜

#### 血友病
孕產婦在懷孕期間飲酒與兒童血友病有關。美國國家癌症研究所發表的一篇評論，把孕期飲酒歸入“建議有可能”的類別，但所得結論是風險並不顯著。
急性淋巴細胞性白血病 (ALL)
對於兒童的ALL而言，懷孕時期的母親飲酒“不太可能是造成ALL的重要危險因素”
急性骨髓性白血病 (AML)
一項研究的結論是：“雖然我們的研究沒顯示酒精攝取量與血友病風險之間存在明確的關聯，但某些風險估計模式（酒精攝入量與ALL、AML、和CLL（慢性淋巴細胞性白血症）可能發生劑量和反應風險的J型曲線表現，以及酒精與CML（慢性骨髓性白血病）之間的正相關）具有建議的價值。”
兒童急性骨髓性白血病（AML）
“有三項研究報告稱，在懷孕期間飲用酒精飲料的母親，風險會增加（約1.5-2倍）。這類關聯在3歲以下的兒童中的診斷出尤為明顯。” “孕婦在懷孕期間飲酒會增加嬰兒罹患白血病的風險，尤其是AML。”
急性非淋巴細胞性白血病 (ANLL)
一項研究發現胎兒在子宮內接觸酒精會導致出生後發生ANLL的風險增加一倍。
慢性淋巴細胞性白血病 (CLL)
一項研究的結論是：“雖然我們的研究沒顯示酒精攝取量與血友病風險之間存在明確的關聯，但某些風險估計模式（酒精攝取量與ALL、AML、和CLL（慢性淋巴細胞性白血症）可能發生劑量和反應風險的J型曲線表現，以及酒精與CML（慢性骨髓性白血病）之間的正相關）具有建議的價值。”
慢性粒細胞白血病 (CML)
一項在義大利進行以人群為基礎的病例對照研究發現，飲酒與CML之間沒有顯著的正相關。
毛細胞白血病
一項研究的結論是：“沒發現吸菸、飲酒、或是喝咖啡與毛細胞白血病之間存在關聯。”

#### 多發性骨髓瘤（MM）
酒精被認為是多發性骨髓瘤（MM）的可能原因，但有項對飲酒者和非飲酒者之間的比較研究中，發現飲酒和MM之間沒有關聯。

#### 胰臟癌
雖然酒精濫用與胰臟炎之間的關聯已被證實，但飲酒與胰臟癌之間的關聯尚不清楚。總體而言，證據顯示長期大量飲酒會略微增加罹患胰臟癌的風險，但證據互相衝突，有些研究發現並無關聯。但每天飲酒高達30克的風險並未增加。
一般而言，這種關聯一直很弱，大多數研究都沒有發現有關聯。雖然過度飲酒是慢性胰臟炎的主要原因，而慢性胰臟炎又易導致胰臟癌，但與飲酒相關的慢性胰臟炎與其他類型的慢性胰臟炎相比，不太常成為胰臟癌的前兆。
有些研究顯示風險隨著酒精攝取量的增加而增加。重度飲酒者的風險最大，主要是發生在那些每天喝4標準單位或更多的人。人們每天攝取多達30克酒精（大約是每天2標準單位）的風險似乎沒增加，所以對大多數喝到這種數量的人而言“可能不是罹患胰臟癌的危險因素”。一項匯總分析得出的結論是:“我們的研究結果是每天飲酒30克或更多的人罹患胰臟癌的風險會適度增加。”
一些研究對這種發現提出警告，認為可能是由於混雜因素所造成。即使存在連結，它“可能是由於某類酒精飲料的內容” 而不是酒精本身。一項在荷蘭做的研究甚至發現，飲用白葡萄酒的人風險較低。
“大約10分之7的慢性胰臟炎是由於長期大量飲酒所引起。慢性胰臟炎是胰臟癌的已知危險因素。但由酒精引起的慢性胰臟炎不會像其他類型的慢性胰臟炎那樣增加罹患胰臟癌的風險。所以如果酒精和胰臟癌風險有聯繫，那種聯繫屬於非常輕微。”
“我們的研究結果顯示，以美國普通人群通常飲酒水準，可能不是導致胰臟癌的危險因素。然而我們的數據顯示，大量飲酒可能與胰臟癌風險有關聯。”
“在調整年齡、吸菸狀況、和吸菸年數之後，胰臟癌的相對風險隨著飲酒量的增加而增加。”
“酗酒者罹患胰臟癌的風險只增加40%……酗酒者增加罹患胰臟癌的風險相對較小，可以想像是由於吸菸造成的混淆。”
“研究顯示，胰臟癌的相對風險隨著脂肪和酒精的攝取而增加，……酒精可能與胰臟癌的病因沒有直接關係：可能是由於某些酒精飲料的內含物所產生的影響。”
“與不飲酒者的數據相比，以乙醇克數計算的所有類型酒精（啤酒、烈酒、紅酒、和強化酒）的累積終生攝取數量……與風險無關。白葡萄酒的消費量與風險成反比…… . 白葡萄酒精飲料終生攝取數量的統一降低風險估計是基於較小的樣本規模......“
“在大多數情況下，酒精（葡萄酒、烈酒、和啤酒）的攝取量與胰臟癌無關。”
“來自這兩個大型隊列研究的數據，不支持咖啡攝取量或酒精攝取量與胰臟癌風險之間有任何整體關聯。”
“我們的研究結果是胰臟癌的風險會適度增加，與那些每天飲酒30克或更多的人的結果一致。”

### 不會對某些癌症增加風險
本節列出已發表論文中未把酒精列為危險因素的癌症。

#### 兒童星形細胞瘤
有項研究的結論是胎兒接觸酒精與兒童星形細胞瘤無關。

#### 膽管癌
對文獻的評論發現，飲酒與膽管癌之間沒有關聯。

#### 膀胱癌
“關於飲酒和膀胱癌的流行病學數據，顯示之間並無關聯，但研究結果並不完全一致。在一些調查中觀察到的膀胱癌的風險會適度增加，對此的解釋或可歸因於吸菸的殘留混淆，或是酒精、咖啡、和尚未確定的膀胱癌危險因素之間的關聯。”

#### 子宮頸癌
一項研究的結論是“酗酒的女性罹患原發生和侵襲性子宮頸癌的風險很高”，但把飲酒歸因為與生活方式相關的間接原因。

#### 乳腺導管原位癌（DCIS）
“DCIS患者和對照受試者在口服避孕藥的使用、激素替代療法、飲酒或吸菸史、或是乳房自我檢查方面的結果並無差異。在小葉原位癌(Lobular carcinoma in situ，LCIS)的關聯相似。”

#### 室管膜瘤
一篇對基礎文獻做的評論發現，在一項研究中，飲用啤酒與風險增加有關，但在另一項研究中則不然。

#### 眼內和葡萄膜黑色素瘤
一項研究發現酒精和葡萄膜黑色素瘤之間沒有關聯。

#### 鼻咽癌（NPC）
一項系統評價發現證據顯示少量飲酒可能會降低患鼻咽癌的風險，而大量飲酒可能會增加風險。

#### 神經母細胞瘤
一些研究顯示，在懷孕期間飲酒會增加兒童罹患神經母細胞瘤的風險。

#### 唾液腺癌（SGC）
飲酒與唾液腺癌風險增加有關聯。

#### 睾丸癌
一項評論得出的結論是“沒有確鑿的證據表明行為風險[烟草、酒精、和飲食]與睾丸癌之間存在因果關係。” 

#### 甲狀腺癌
在2009年所做的一項評論發現，飲酒不會影響到罹患甲狀腺癌的風險。但同年有項針對490,000名男性和女性所做的研究，得到的結論是酒精可能會把罹患甲狀腺癌的風險降低。同一年另外一項對英國1,280,296名女性所做的研究的結論是：“我們發現飲酒與降低相關的甲狀腺癌風險，與一些研究結果一致，但我們對10個病例對照研究，以及另外兩個隊列研究報告所做的綜合分析，並沒發現有統計上顯著的關聯。“

#### 陰道癌
一項在丹麥進行的研究發現，“在我們的研究中，禁酒與陰道鱗狀細胞癌和外陰鱗狀細胞癌（VV-SCCvulva）的低風險相關聯。”
一項研究的結論是酗酒的女性有高風險罹患陰道癌。在這兩項研究中，與生活方式相關的間接原因都受到引用。

#### 外陰癌
一項研究報告稱“牛奶、肉類、肝臟、酒精、和咖啡的攝取量與外陰癌風險之間沒有一致的關聯。”但在丹麥的一項研究發現結果相反，飲酒與陰道鱗狀細胞癌和外陰鱗狀細胞癌顯著相關。在瑞典所做的一項研究的結論是酗酒的女性罹患外陰癌的風險並不高。

### 可能可降低的風險

#### 霍奇金淋巴瘤（HL）
有項研究的結論是：“這項大規模歐洲研究的結果……表明酒精對男性和非地中海國家的群組罹患霍奇金淋巴瘤（HL）具有保護作用。”德國的一項針對人群的病例對照研究發現酒精把男性和女性罹患HL的風險降低，特別是對男性，風險降低53%。
在義大利一項根據人群的病例對照研究中，提出飲酒對非吸菸者罹患HL風險有保護作用。在義大利北部針對一批病例對照研究的數據分析顯示，酒精對降低吸菸者和非吸菸者的HL風險有適度的正面效果。

#### 腎臟癌（腎細胞癌）（RCC）
“在這項匯總分析中發現，適度飲酒與女性和男性罹患腎細胞癌的風險較低有關聯”“這項匯總分析發現飲酒與RCC之間存在負相關。縱然每天的酒精攝入量超過8標準單位（即>100克），風險仍會繼續降低。“
一項研究的結論是：“我們對中老年女性的前瞻性隊列研究結果顯示，適度飲酒可能與降低RCC風險有關聯。”在美國愛荷華州進行的一項研究的人員報告說，“在這個群組中針對病例對照調查，我們發現有進一步的證據顯示飲酒會降低女性罹患RCC的風險，但不會降低男性罹患RCC的風險。我們在對幾個新的混雜因素（即飲食、運動、家族史）進行多變量調整後，關聯仍然存在，結果是更能支持真正有關聯的結果。
另一項研究發現，飲酒與腎臟癌風險，無論是對男性還是女性均沒關聯。
在芬蘭所做的一項研究的結論是：“這些數據顯示飲酒與男性吸菸者罹患RCC的風險降低有關聯。因為大多數風險降低是發生在那些攝取酒精的最高四分位數群組之中，而酒精是許多癌症的危險因素，尤其是針對吸菸者，應採取謹慎的態度來解釋這些數據。”“我們的數據顯示，酒精攝取量與腎細胞癌風險呈負相關……”對於161,126名夏威夷-洛杉磯多民族隊列參與者所做的研究，每天喝1標準單位或更多的男性與不飲酒者相比，患腎癌的風險降低31%。

#### 非霍奇金淋巴瘤 (NHL)
一項研究的結論是：“飲酒者與不飲酒者相比，前者罹患NHL的風險可能低於後者，這種風險可能因NHL的亞型而異。”“飲酒者與不飲酒者相比，罹患NHL的整體風險較低。......包含NHL主要亞型。“一項研究的結論是：“不飲酒者與飲酒者相比，罹患NHL的風險升高......“
某些研究發現飲用某些形式的酒精飲料或某些群體的飲酒對NHL有保護作用。一項針對美國男性的研究發現，飲用葡萄酒（而非啤酒或是烈酒）與降低NHL風險有關聯 ，有項大型歐洲研究發現，酒精對男性和非地中海國家的群組有保護作用。“一項針對愛荷華州老年婦女的研究發現，酒精可降低罹患NHL的風險，同時是飲酒數量，而非酒精飲料的類型，似乎是降低風險的主要決定因素。”有個解釋這種現象的機制被提出。
有些研究並沒發現飲酒具有保護作用。英國的研究發現飲酒頻率與NHL之間沒有關聯 ，瑞典的研究發現啤酒、葡萄酒、或烈酒的總攝取量與所檢查的任何NHL主要亞型無關，但大量飲酒與慢性淋巴性白血病的增加有關聯..”
一項針對NHL患者的研究的結論是：“我們的研究結果強烈鼓勵醫生建議NHL患者戒菸，以及減少飲酒，以便在治療NHL過程中得到改善。”

## 建議最大酒精飲料攝取量
如上所述，針對癌症風險，沒有單一的建議酒精攝取量，因不同的癌症而有不同。有關不同政府所公佈的指南，請參閱建議的最大酒精飲料攝取量。對於健康男性而言，每週的建議攝取數量為140–280克之間。有項綜合分析提出罹患癌症的風險從低於推薦的攝取量即已開始。“飲酒者的風險與不飲酒者相比，從每天攝取25克（<2標準單位）開始，發生癌症的相對風險為：口腔癌和咽癌（相對風險（RR）1.9），食道癌（RR 1.4）、喉癌（RR 1.4）、乳癌（RR 1.3）、肝癌（RR 1.2）、大腸癌（RR 1.1）“
世界國際癌症研究基金會建議人們將飲酒數量限制在男性每天少於2標準單位，女性每天少於1標準單位。它將“飲料”定義為每1標準單位含有約10-15克乙醇。

## 酒精產業操縱有關酒精與癌症相關性的訊息
在2017年發表的一項研究發現，世界領先的酒類公司所設立的掩護機構正在積極誤導公眾關於飲酒導致癌症相關風險的認知。這份研究報告把酒精產業的活動比擬為類似於烟草業的長期活動。報告聲稱業者特別著重在誤導女性飲酒者，這些公司所製造與癌症相關的錯誤信息，大部分都集中在乳癌之上。
世界各地的酒類產業也發起運動，企圖把那些要求在包裝貼上癌症警告標籤的法律取消。

## 外部連結
- International: International Agency for Research on Cancer home page
- International Agency for Research on Cancer. IARC Monographs on the Evaluation of Carcinogenic Risks to Humans. Volume 44 Alcohol Drinking: Summary of Data Reported and Evaluation
- IARC Alcoholic beverages (Group 1) Ethanol in alcoholic beverages (Group 1) VOL.: 96 5. Summary of Data Reported

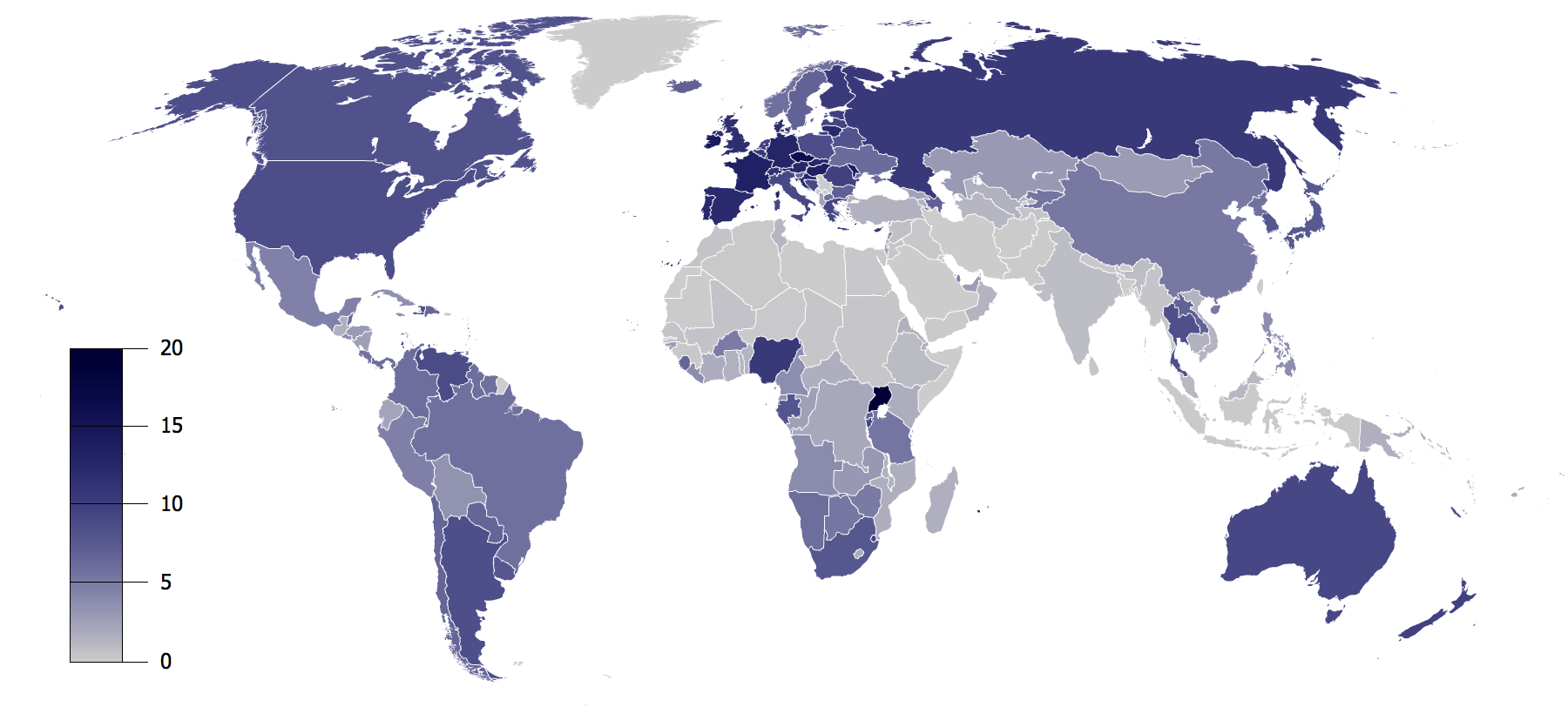
世界衛生組織（WHO）發布世界各國15歲以上人均飲用純酒精（公升）分佈圖（2004年）。

- Australia: Cancer Control Bulletin Alcohol and cancer risk
- Australia: POSITION STATEMENT: Alcohol and Cancer Prevention
- Australia: Cancer Institute NSW: Alcohol as a cause of Cancer (PDF format)
- Canada: Public Health Agency of Canada / Agence de santé publique du Canada Review of Lifestyle and Environmental Risk Factors for Breast Cancer (Contents and Introduction) PDF (full report in PDF format)
- UK: Committee on Carcinogenicity of Chemicals in Food, Consumer Products Consumption of alcoholic beverages and risk of breast cancer
- UK: Committee on Carcinogenicity of Chemicals in Food, Consumer Products Evidence for association between consumption of alcoholic beverages and breast cancer
- UK: Cancer risk of drinking （页面存档备份，存于）
- US: National Institute on Alcohol Abuse and Alcoholism Alcohol Alert No. 21-1993 Alcohol and cancer （页面存档备份，存于）
- US: National Cancer Institute （页面存档备份，存于）
- US: National Toxicology Program Report on Carcinogens, Eleventh Edition Alcoholic Beverage Consumption (PDF)
- US: Ohio Department of Health Alcohol and cancer (PDF format)

Other sites
- Toronto Cancer Prevention Coalition Alcohol Work Group Report on the Links between Alcohol and Cancer (PDF format)
- Alcohol consumption and cancer risk
- Even small amounts of alcohol increase a woman's risk of cancer （页面存档备份，存于）

Science and medical sites
- Fred Hutchinson Cancer Research Center Alcohol Use Increases the Risk of Hormonally Sensitive Breast Cancers in Postmenopausal Women （页面存档备份，存于）
- Alcohol, Cardiovascular Disease, and Cancer: Treat With Caution